# Ambrose Battista De Paoli
Ambrose Battista De Paoli (* 19. August 1934 in Jeanette, Pennsylvania, USA; † 10. Oktober 2007 in Miami, Florida) war ein vatikanischer Diplomat und zuletzt Apostolischer Nuntius in Australien.

## Leben
Ambrose Battista De Paoli empfing die Priesterweihe am 18. Dezember 1960 in Miami. Von 1964 bis 1966 absolvierte er die Päpstliche Diplomatenakademie und promovierte mit einer 1965 eingereichten Dissertation zum Thema Property laws of the State of Florida affecting the Church an der Päpstlichen Lateranuniversität in Kanonischem Recht. 1966 trat er in den Diplomatischen Dienst des Heiligen Stuhls ein. Er war in päpstlichen Missionen in Sambia, Venezuela, Kanada und im Staatssekretariat tätig. Am 11. April 1967 verlieh ihm Papst Paul VI. den Ehrentitel Ehrenkaplan Seiner Heiligkeit (Monsignore).
Papst Johannes Paul II. verlieh ihm am 7. Februar 1980 den Titel Ehrenprälat Seiner Heiligkeit und ernannte ihn am 23. September 1983 zum Titularerzbischof von Lares sowie zum Apostolischen Pro-Nuntius in Sri Lanka. Die Bischofsweihe spendete ihm Agostino Kardinal Casaroli.
In den folgenden Jahren war er Apostolischer Delegat, ab 1994 Nuntius, in Südafrika (1988–1997), Apostolischer Pro-Nuntius in Lesotho (1988–1997), Apostolischer Nuntius in Swasiland (1993–1997), Apostolischer Delegat, ab 1996 Nuntius, in Namibia (1994–1997) und Apostolischer Delegat in Botswana (1994–1997). Von 1997 bis 2004 war er Nuntius in Japan, seit 2004 Apostolischer Nuntius in Australien.
De Paoli starb an den Folgen einer 2005 diagnostizierten Leukämieerkrankung in einem Krankenhaus in Miami.

## Veröffentlichungen
- Property laws of the State of Florida affecting the Church (zugl. Diss. Päpstliche Lateranuniversität). Catholic Book Agency, Rom 1965.